# Jožef Janžekovič
Jožef Janžekovič, slovenski duhovnik, dekan in rodoljub, * 28. februar 1868, Polenci † 15. januar 1932, Lenart v Slovenskih goricah.

## Življenje
Rodil se je očetu Martinu in materi Mariji (rojena Meško). Ljudsko šolo je obiskoval na Polenšaku, pozneje nadaljeval šolanje na nižji gimnaziji na Ptuju. Po končanem semenišču je bil 25. julija 1894 posvečen v duhovnika. Kaplanoval je pri Sv. Barbari, pri Sv. Rupertu, pri Sv. Petru v Gornji Radgoni in pri Sv. Križu pri Slatini. Julija leta 1905 je kot župnik prevzel župnijo Sv. Lenart v Slovenskih goricah, ter tu živel in delal vse do smrti leta 1932.